# Kolonowskie
Kolonowskieⓘ (nome adicional em alemão: Colonnowska, de 1936 a 1945 Grafenweiler, em silesiano: Kolōnowska) é um município no sudoeste da Polônia, localizado na Alta Silésia, na voivodia de Opole, no condado de Strzelce e é a sede da comuna urbano-rural de Kolonowskie. O rio Mała Panew passa por ele. Nos anos 1975–1998, a cidade pertencia administrativamente à antiga voivodia de Opole.
Estende-se por uma área de 55,7 km², com 3 187 habitantes, segundo o censo de 31 de dezembro de 2024, com uma densidade populacional de 57 hab./km².

## Localização

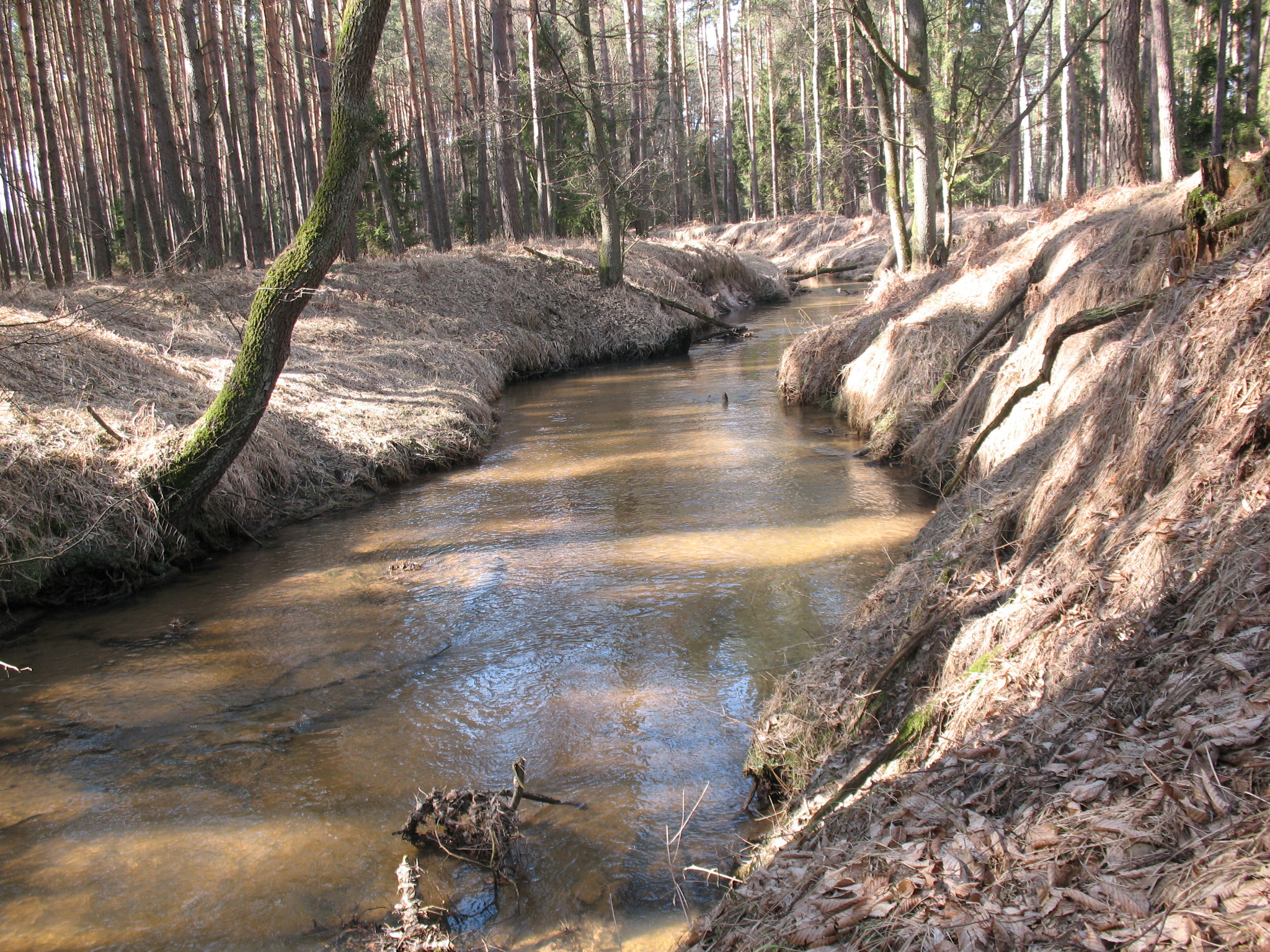
Rio Bziniczka — uma seção de floresta perto de Kolonowski

Do ponto de vista físico-geográfico, a cidade de Kolonowskie está localizada no cinturão das planícies da Polônia Central, na macrorregião das planícies da Silésia e na mesorregião da planície de Opole.
O rio Mała Panew e seu afluente Bziniczka fluem através da cidade para Mała Panew em Kolonowskie.

## Toponímia
Durante o regime nazista em 1936–1945, a cidade foi chamada de Grafenweiler.

## Descrição
Na área de Kolonowski existem, entre outros: posto de saúde, lojas e oficinas de artesanato, biblioteca pública, jardim de infância, escola primária e escola secundária, Centro Cultural e Desportivo Municipal e Comunal com campo, pista de boliche, Clube de futebol KS Unia Kolonowskie, unidade de Corpos de bombeiros voluntários, Sociedade Social e Cultural dos Alemães em Opole Silésia, uma banda de música, uma associação polonesa de entusiastas da pesca, clubes de caça “Leśnik” e “Daniel”, um ramo da Associação Polonesa de Criadores de Pombos, Família Kolping, Paróquia Caritas e amigos de Hochdahl-Cergy-Kolonowskie.

## História

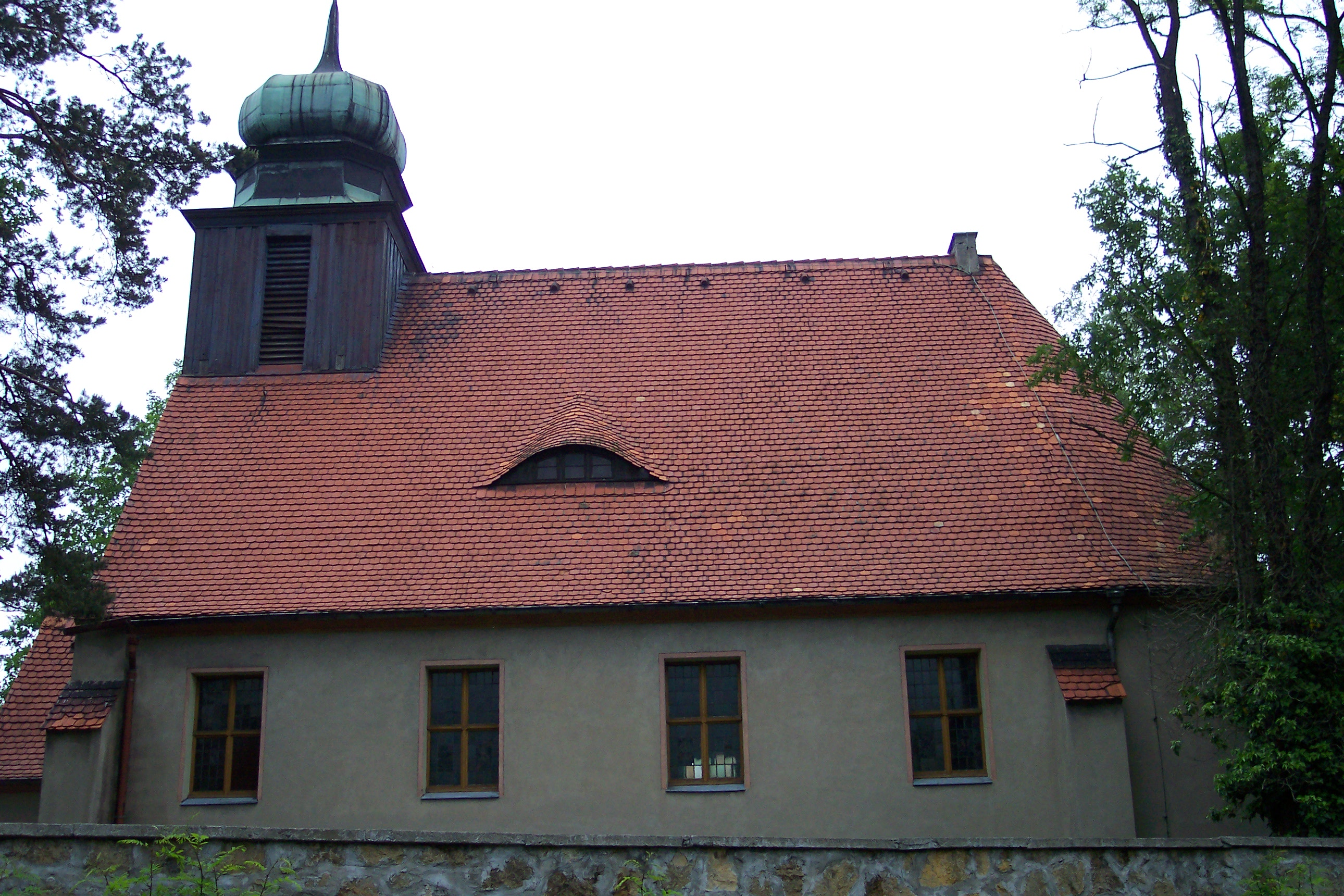
Igreja evangélica em Kolonowskie

Em 1780, o proprietário de Kolonowskie, o conde Filip Colonna, encomendou a construção de uma siderúrgica com um alto-forno no rio Brzinitzka (Bziniczka), o qual é o afluente direito do rio Malapane (Mała Panew). Esta data é considerada o início da existência de Kolonowski. O assentamento resultante foi um dos muitos ao longo do rio Mała Panew. Outros fundados por Colonna incluem Haraszowskie, Spórok, Fosowskie e Świerkle.
Um pequeno assentamento de trabalhadores foi fundado em torno da siderúrgica, que em 1797 recebeu o nome de Colonnowska, em homenagem ao nome de seu fundador. O canal de fundição construído conectou as siderúrgicas em Zawadzki (Zawadzkie), Colonnowska (Kolonowskie) e Vossowska (Fosowskie). O rio, por outro lado, era usado para transportar mercadorias para Deschowitz (Zdzieszowice), onde as mercadorias eram recarregadas e posteriormente transportadas no rio Óder. Em 1805, um segundo alto-forno foi construído. Em 1854, uma linha ferroviária de Opole a Tarnowskie Góry foi inaugurada. Após a morte do conde, sua propriedade foi herdada por Andreas Maria Graf von Renard, que contribuiu para a expansão da fábrica. Apesar dos grandes esforços, as fábricas em Colonnowska estavam perdendo cada vez mais importância. A aciaria foi fechada em 1921 e a fundição em 1926. Os prédios da siderúrgica foram demolidos, restando apenas o prédio de seu antigo escritório, que existe até hoje.
Em 1880 foi inaugurada uma fábrica de madeira impregnada e ignífuga, hoje: Kopgard Sp. z o.o. Em 1907, o novo proprietário de terras, príncipe Christian Ernst zu Stolberg-Wernigerode, encomendou a construção de uma fábrica de papelão (Kartonagenfabrik), que ainda opera sob o nome de Packprofil Sp. z o.o. A produção começou em 1908.
Em 1933, uma capela foi construída e Kolonowskie se separou da paróquia de Staniszcze Wielkie. Em 1942, Kolonowskie tornou-se uma paróquia independente e a igreja do Imaculado Coração de Maria foi construída depois da Segunda Guerra Mundial e consagrada em 1954.
Em 1973, Kolonowskie recebeu os direitos de cidade. As aldeias de Haraszowskie, Bendawice e Fosowskie foram então incluídas nos limites da cidade.

## Demografia

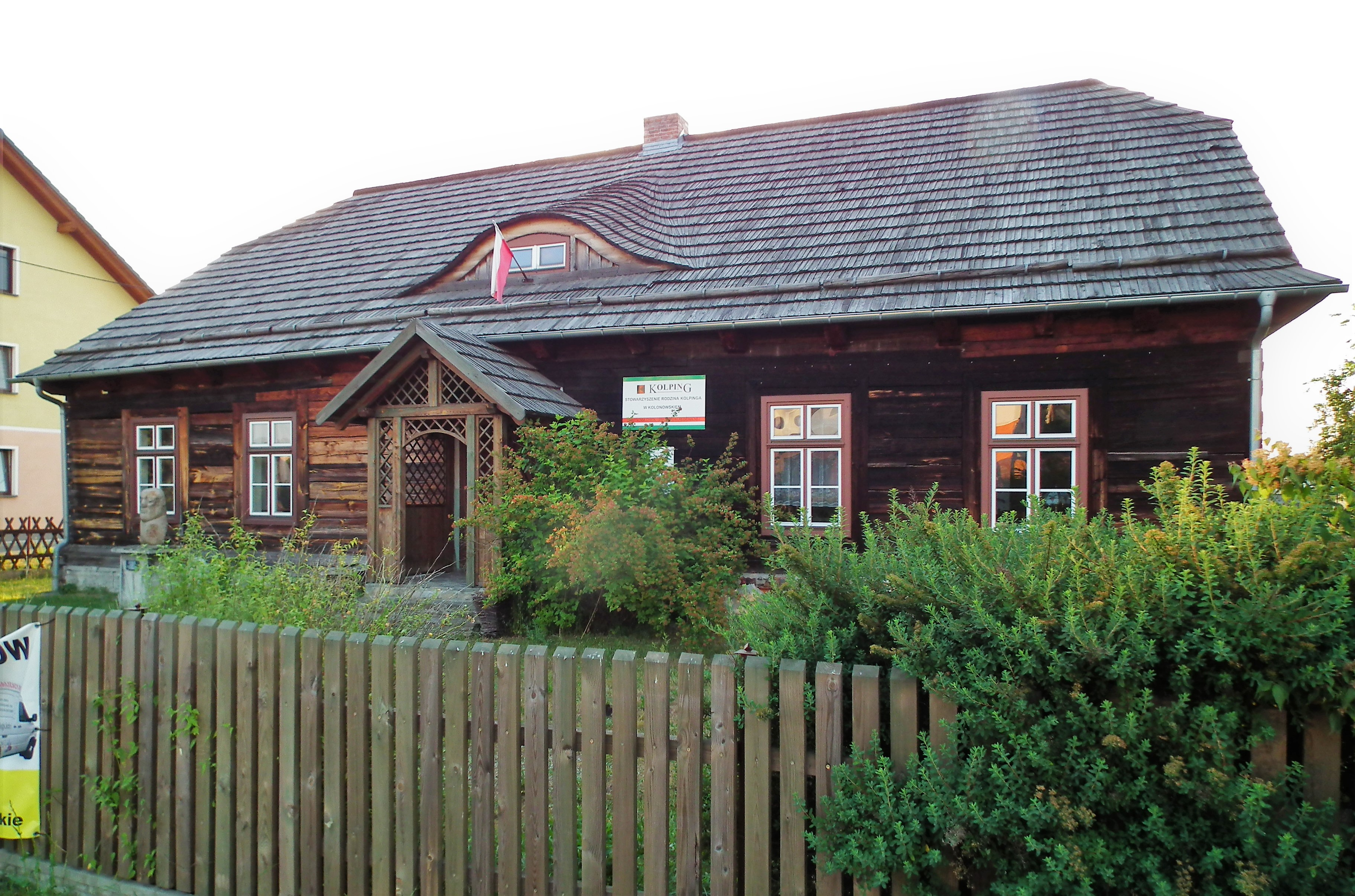
Câmara Regional de História Local em Kolonowskie

Conforme os dados do Escritório Central de Estatística da Polônia (GUS) de 31 de dezembro de 2024, Kolonowskie é uma cidade muito pequena com uma população de 3 187 habitantes (29.º lugar na voivodia de Opole e 712.º na Polônia), tem uma área de 55,7 km² (3.º lugar na voivodia de Opole e 79.º lugar na Polônia) e a densidade populacional de 57 hab./km² (36.º, penúltimo lugar na voivodia de Opole e 997.º lugar na Polônia). Nos anos 2002-2024, o número de habitantes diminuiu 10,9%.
Os habitantes de Kolonowskie constituem cerca de 4,49% da população do condado de Strzelce, constituindo 0,34% da população da voivodia de Opole.
| Descrição                         | Total      | Total    | Mulheres   | Mulheres | Homens     | Homens   |
| --------------------------------- | ---------- | -------- | ---------- | -------- | ---------- | -------- |
| unidade                           | habitantes | %        | habitantes | %        | habitantes | %        |
| população                         | 3 187      | 100      | 1 656      | 52,0     | 1 531      | 48,0     |
| superfície                        | 55,7 km²   | 55,7 km² | 55,7 km²   | 55,7 km² | 55,7 km²   | 55,7 km² |
| densidade populacional (hab./km²) | 57         | 57       | 29,6       | 29,6     | 27,4       | 27,4     |

## Transportes

### Transporte rodoviário
Duas estradas provinciais passam pela cidade:
- Estrada provincial n.º 463: Bierdzany (estrada nacional n.º 45) - Ozimek (estrada nacional n.º 46) - Kolonowskie - Zawadzkie
- Estrada provincial n.º 901: Gliwice (estrada nacional n.º 78) - Pyskowice (estrada nacional n.º 94) - Zawadzkie - Kolonowskie - Dobrodzień (estrada nacional n.º 46) - Olesno

Ao norte da cidade, há também a estrada nacional n.º 46, de via rápida, com uma extensão de 270 km. Ela conecta a estrada nacional n.º 33 em Kłodzko com a estrada nacional n.º 78 em Szczekociny.
As seguintes estradas distritais passam por Kolonowskie:
- 1804O Strzelce Opolskie – Kolonowskie
- 1816O Kadłub – Spórok
- 1838O Staniszcze Wielkie – Staniszcze Małe
- 1839O Spórok – Staniszcze Małe
- 1844O Staniszcze Wielkie – Kolonowskie
- 1958O Myślina – Staniszcze Małe - Spórok

### Transporte ferroviário
As seguintes linhas ferroviárias ativas passam pela cidade:
- Linha ferroviária n.º 61 de Kielce a Fosowskie
- Linha ferroviária nº 144 de Tarnowskie Góry a Opole

A cidade também tem uma estação ferroviária.

## Monumentos históricos e museu
O registro provincial de monumentos inclui:
- Casa — escritórios da siderúrgica, rua Leśna 8, de madeira, do final do século XVIII. O prédio abriga a Câmara Regional de História Local em Kolonowskie.